# Nunatak Pahtusova
Nunatak Pahtusova är en nunatak i Antarktis. Den ligger i Östantarktis. Australien gör anspråk på området. Toppen på Nunatak Pahtusova är 1 184 meter över havet.
Terrängen runt Nunatak Pahtusova är lite kuperad. Trakten är obefolkad. Det finns inga samhällen i närheten.